# Genazzano
Genazzano är en ort och kommun i storstadsregionen Rom, innan 2015 provinsen Rom, i regionen Lazio i Italien. Kommunen hade 5 864 invånare (2018).
Bland stadens sevärdheter återfinns fresken Madonna del Buon Consiglio som vördas i Santuario della Madonna del Buon Consiglio.

## Historia
Ortens namn kommer från en romersk familj i antiken som hette Genucia. Orten övertogs av släkten Colonna och var under flera hundra år i deras ägo. Det sägs att påven Martin V var född där. Orten är även känd för mordet på hans släkting Stefano Colonna 1433. Här hade hertigen av Alba sitt huvudkvarter före freden i Cave 1557.